# Caujac
Caujac – miejscowość i gmina we Francji, w regionie Oksytania, w departamencie Górna Garonna.
Według danych na rok 1990 gminę zamieszkiwały 373 osoby, a gęstość zaludnienia wynosiła 34 osób/km² (wśród 3020 gmin regionu Midi-Pyrénées Caujac plasuje się na 699. miejscu pod względem liczby ludności, natomiast pod względem powierzchni na miejscu 1019.).